# یان لوت
یان لوت (لهستانی: Jan Loth; ۳۱ اوت ۱۹۰۰ – ۷ ژوئن ۱۹۳۳) بازیکن فوتبال اهل لهستان بود.
از باشگاه‌هایی که در آن بازی کرده‌است می‌توان به باشگاه فوتبال پولونیا ورشو اشاره کرد.
وی همچنین در تیم ملی فوتبال لهستان بازی کرده‌است.